# Giovanni Agostino Perotti
Giovanni Agostino Perotti, född 12 april 1769 i Vercelli, död 6 juni 1855 i Venedig, var en italiensk tonsättare. Han var bror till Giovanni Domenico Perotti.